# Sergio Escudero Palomo
Sergio Escudero Palomo (Santovenia de Pisuerga, Valladolid, 2 de septiembre de 1989), más conocido como Sergio Escudero, es un futbolista español. Juega como defensa en el R. C. Deportivo de La Coruña de la Segunda División de España.

## Trayectoria

### Inicios
Tras haberse formado en diversos equipos vallisoletanos, entre ellos el C. D. Parquesol, Real Valladolid y el C. D. Betis C. F., fichó por el Real Murcia en 2007. Debutó con el primer equipo en la temporada 2009-10, en Segunda División, en un Real Murcia 2-2 U. D. Salamanca. En la temporada 2010-11 le surgieron multitud de ofertas de equipos de superior categoría, entre ellos el Real Madrid, ya que se le veía una buena proyección. Pero terminó fichando finalmente por el Schalke 04 alemán.

### Schalke 04
El 2 de agosto de 2010 se hizo su fichaje por el Schalke 04 hasta junio de 2014, donde acabó coincidiendo con jugadores como Raúl, Jurado, Huntelaar, Rakitić o Metzelder. Su fichaje fue por 2,5 millones de euros.
El 2 de noviembre de 2010 hizo su debut con el Schalke 04 en un partido de Liga de Campeones de la UEFA ante el Hapoel Tel Aviv en el Bloomfield Stadium, quedando el partido 0-0. Fue alabado en toda Alemania y fue convocado a los siguientes partidos, convirtiéndose en un jugador importante del equipo. Además, esa misma temporada el Schalke llegó hasta semifinales de Champions, siendo eliminado por el Manchester United. 
El 21 de mayo de 2011 ganó la Copa de Alemania frente al MSV Duisburgo en un partido en el que el Schalke 04 se impuso por un claro 0-5. Sustituyó al lesionado Sarpei en el minuto 43 de la primera parte y colaboró en el cuarto gol, en el que asistió al también español José Manuel Jurado. El 23 de julio de 2011 ganó la Supercopa de Alemania frente al Borussia Dortmund 0-0 (por penaltis).

### Getafe y Sevilla
En enero de 2013 llegó cedido al Getafe C. F. para terminar la temporada 2012-13 en el conjunto madrileño. La temporada siguiente se realizó su traspaso al equipo español por 5 temporadas más.
A mediados de 2015 fue fichado por el Sevilla F. C. para las próximas 4 temporadas.  Esa misma temporada ganó la Liga Europea de la UEFA y queda subcampeón de la Copa del Rey de fútbol 2015-16. En 2017 volvió a renovar con el club hispalense hasta 2021, pero con la llegada de Julen Lopetegui, perdió peso en el equipo ya que trajeron cedido a Reguilón en la 2019-20 y compraron a Marcos Acuña en la 2020-21.

### Granada, Valladolid y La Coruña
El 31 de agosto de 2021 fichó por el Granada C. F. Esa campaña el equipo descendió a Segunda División.
El 13 de julio de 2022 firmó por el Real Valladolid C. F., el equipo de su tierra, por dos temporadas. Tras la segunda de ellas, en la que ayudó a conseguir el ascenso a Primera División, dejó el club al expirar su contrato. En esas dos campañas disputó 60 partidos en los que marcó cinco goles.
En julio de 2024 decidió continuar su carrera en un R. C. Deportivo de La Coruña con el que también se comprometió por dos años. Durante la pretemporada sufrió una lesión en un amistoso contra el G. D. Chaves que le hizo pasar por el quirófano, por lo que tuvo que esperar al 13 de octubre para realizar su debut.

## Selección nacional
En noviembre de 2016 fue convocado para un amistoso contra Inglaterra y un partido clasificatorio para el Mundial de Rusia de 2018 contra Macedonia.

## Estadísticas

### Clubes
Actualizado al último partido disputado el 1 de junio de 2025.
| Club                                  | Div.          | Temporada     | Liga  | Liga  | Copas nacionales | Copas nacionales | Copas internacionales | Copas internacionales | Total | Total |
| Club                                  | Div.          | Temporada     | Part. | Goles | Part.            | Goles            | Part.                 | Goles                 | Part. | Goles |
| ------------------------------------- | ------------- | ------------- | ----- | ----- | ---------------- | ---------------- | --------------------- | --------------------- | ----- | ----- |
| Real Murcia C. F. "B" · España        | 2.ª B         | 2008-09       | 24    | 1     | —                | —                | —                     | —                     | 24    | 1     |
| Real Murcia C. F. "B" · España        | Total club    | Total club    | 24    | 1     | 0                | 0                | 0                     | 0                     | 24    | 1     |
| Real Murcia C. F. · España            | 2.ª           | 2008-09       | 1     | 0     | 0                | 0                | —                     | —                     | 1     | 0     |
| Real Murcia C. F. · España            | 2.ª           | 2009-10       | 25    | 1     | 3                | 0                | —                     | —                     | 28    | 1     |
| Real Murcia C. F. · España            | Total club    | Total club    | 26    | 1     | 3                | 0                | 0                     | 0                     | 29    | 1     |
| F. C. Schalke 04 II · Alemania        | 4.ª           | 2010-11       | 5     | 1     | —                | —                | —                     | —                     | 5     | 1     |
| F. C. Schalke 04 · Alemania           | 1.ª           | 2010-11       | 6     | 0     | 3                | 0                | 4                     | 0                     | 13    | 0     |
| F. C. Schalke 04 · Alemania           | 1.ª           | 2011-12       | 6     | 0     | 0                | 0                | 3                     | 0                     | 9     | 0     |
| F. C. Schalke 04 II · Alemania        | 4.ª           | 2011-12       | 2     | 1     | —                | —                | —                     | —                     | 2     | 1     |
| F. C. Schalke 04 II · Alemania        | 4.ª           | 2012-13       | 3     | 0     | —                | —                | —                     | —                     | 3     | 0     |
| F. C. Schalke 04 II · Alemania        | Total club    | Total club    | 10    | 2     | 0                | 0                | 0                     | 0                     | 10    | 2     |
| F. C. Schalke 04 · Alemania           | 1.ª           | 2012-13       | 0     | 0     | 0                | 0                | 0                     | 0                     | 0     | 0     |
| F. C. Schalke 04 · Alemania           | Total club    | Total club    | 12    | 0     | 3                | 0                | 7                     | 0                     | 22    | 0     |
| Getafe C. F. · España                 | 1.ª           | 2012-13       | 9     | 1     | 0                | 0                | —                     | —                     | 9     | 1     |
| Getafe C. F. · España                 | 1.ª           | 2013-14       | 19    | 2     | 1                | 0                | —                     | —                     | 20    | 2     |
| Getafe C. F. · España                 | 1.ª           | 2014-15       | 30    | 2     | 4                | 0                | —                     | —                     | 34    | 2     |
| Getafe C. F. · España                 | Total club    | Total club    | 58    | 5     | 5                | 0                | 0                     | 0                     | 63    | 5     |
| Sevilla F. C. · España                | 1.ª           | 2015-16       | 15    | 1     | 6                | 0                | 7                     | 0                     | 28    | 1     |
| Sevilla F. C. · España                | 1.ª           | 2016-17       | 26    | 0     | 3                | 0                | 8                     | 1                     | 37    | 1     |
| Sevilla F. C. · España                | 1.ª           | 2017-18       | 27    | 0     | 6                | 1                | 12                    | 2                     | 45    | 3     |
| Sevilla F. C. · España                | 1.ª           | 2018-19       | 21    | 0     | 3                | 0                | 7                     | 0                     | 31    | 0     |
| Sevilla F. C. · España                | 1.ª           | 2019-20       | 11    | 1     | 3                | 0                | 7                     | 0                     | 21    | 1     |
| Sevilla F. C. · España                | 1.ª           | 2020-21       | 9     | 1     | 1                | 0                | 4                     | 0                     | 14    | 1     |
| Sevilla F. C. · España                | Total club    | Total club    | 109   | 3     | 22               | 1                | 45                    | 3                     | 176   | 7     |
| Granada C. F. · España                | 1.ª           | 2021-22       | 27    | 2     | 2                | 0                | —                     | —                     | 29    | 2     |
| Granada C. F. · España                | Total club    | Total club    | 27    | 2     | 2                | 0                | 0                     | 0                     | 29    | 2     |
| Real Valladolid C. F. · España        | 1.ª           | 2022-23       | 23    | 1     | 1                | 1                | —                     | —                     | 24    | 2     |
| Real Valladolid C. F. · España        | 2.ª           | 2023-24       | 35    | 3     | 1                | 0                | —                     | —                     | 36    | 3     |
| Real Valladolid C. F. · España        | Total club    | Total club    | 58    | 4     | 2                | 1                | 0                     | 0                     | 60    | 5     |
| R. C. Deportivo de La Coruña · España | 2.ª           | 2024-25       | 14    | 0     | 0                | 0                | —                     | —                     | 14    | 0     |
| R. C. Deportivo de La Coruña · España | Total club    | Total club    | 14    | 0     | 0                | 0                | 0                     | 0                     | 14    | 0     |
| Total carrera                         | Total carrera | Total carrera | 338   | 18    | 37               | 2                | 52                    | 3                     | 427   | 23    |
| 1. 2.                                 |               |               |       |       |                  |                  |                       |                       |       |       |

## Palmarés

### Títulos nacionales
| Título                | Club             | País     | Año  |
| --------------------- | ---------------- | -------- | ---- |
| Copa de Alemania      | F. C. Schalke 04 | Alemania | 2011 |
| Supercopa de Alemania | F. C. Schalke 04 | Alemania | 2011 |

### Títulos internacionales
| Título                 | Club          | País     | Año  |
| ---------------------- | ------------- | -------- | ---- |
| Liga Europa de la UEFA | Sevilla F. C. | Suiza    | 2016 |
| Liga Europa de la UEFA | Sevilla F. C. | Alemania | 2020 |